# Kleinia grantii
Kleinia grantii là một loài thực vật có hoa trong họ Cúc. Loài này được (Oliv. & Hiern) Hook.f. mô tả khoa học đầu tiên năm 1899.